# Петр Руман
Петр Руман (чеш. Petr Ruman; * 2. новембар 1976 Преров, Чешка) је бивши чешки фудбалер који је играо на позицији везног играча.
Руман је играо од сезоне 2005/2006 у првој бундеслиги за FSV Mainz 05. Пре тога је играо за Greuther Fürth и у Чешкој за FK Teplice и Banik Ostrava.